# ميلتون بروكس
ميلتون بروكس (بالإنجليزية: Milton Brooks)‏ هو مصور وصحفي أمريكي، ولد في 29 أغسطس 1901، وتوفي في 3 سبتمبر 1956.